# 昭觉林蛙
昭觉林蛙（学名：Rana chaochiaoensis）为蛙科蛙属的两栖动物，是中国的特有物种。分布于四川、贵州、云南、陕西等地，常栖息于山岭地带近水的草间及树林里。其生存的海拔范围为1150至3340米。该物种的模式产地在四川昭觉。